# We Are KMFDM
We Are KMFDM (Live 30th Anniversary) – trzeci album koncertowy niemieckiego zespołu industrialnego KMFDM, wydany 9 września 2014 roku. Na album składa się dwadzieścia utworów, z których szesnaście pojawia się na płycie, a pozostałe cztery - w formie digital download.

## Lista utworów
1. "Sucks"
2. "Kunst"
3. "Amnesia"
4. "Ave Maria"
5. "Light"
6. "Pussy Riot"
7. "I ♥ Not"
8. "Free Your Hate"
9. "Potz Blitz"
10. "Tohuvabohu"
11. "Son of a Gun"
12. "Rebels in Kontrol"
13. "Hau Ruck"
14. "Animal Out"
15. "Krank"
16. "A Drug Against War "

Digital download
1. "D.I.Y"
2. "Anarchy"
3. "Megalomaniac"
4. "WWIII"